# Brownlow Cecil (8e comte d'Exeter)
Brownlow Cecil, 8e comte d'Exeter (4 août 1701 - 3 novembre 1754), est un pair britannique et un membre du Parlement.

## Biographie
Il est le deuxième fils de John Cecil (6e comte d'Exeter) et d'Elizabeth Brownlow. Il fait ses études au St John's College, à Cambridge. Il représente brièvement Stamford à la Chambre des communes en 1722, avant de succéder à son frère aîné comme comte et d'entrer à la Chambre des lords. Lord Exeter épouse Hannah Sophia Chambers, fille de Thomas Chambers, Gentilhomme, Marchand londonien et gouverneur de la Company of Copper Mines (autrement connue sous le nom de English Copper Company), en 1724. Il est décédé en novembre 1754, à l'âge de 53 ans, et son fils aîné, Brownlow, lui succède. Il a une fille, Ann Cecil (décédée en 1785),. Lady Exeter est décédée en 1765.

## Remarques
- (en) Cet article est partiellement ou en totalité issu de l’article de Wikipédia en anglais intitulé « Brownlow Cecil, 8th Earl of Exeter » (voir la liste des auteurs).

1. ↑  Cecil, Brownlow dans (en) J. Venn et J. A. Venn, Alumni Cantabrigienses, Cambridge, Angleterre, Cambridge University Press, 1922–1958 (ouvrage en 10 volumes)
2. ↑  (en) The European Magazine : And London Review, Philological Society of London, 1785 (lire en ligne)
3. ↑  « Portrait of Lady Anne Cecil, Attributed to Enoch Seeman (1694-1745). | Burghley Collections » (consulté le 12 juin 2019)